# Periadriatische Naht
Die Periadriatische Naht (auch Periadriatisches Lineament, Alpin-dinarische Grenzstörung oder Alpin-dinarische Narbe) ist mit einer Gesamtlänge von 700 km die bedeutendste tektonische Störungslinie der Alpen. Ihr Name rührt daher, dass sie in einem weit ausholenden Bogen ungefähr parallel zur Küstenlinie des Adriatischen Meeres verläuft. Sie durchzieht jedoch einen weit größeren Teil der Alpen. Annähernd M-förmig erstreckt sie sich südlich des Alpenhauptkamms zwischen Turin im Westen und Slowenien bzw. Südungarn im Osten und trennt das Südalpin vom Deckensystem des nördlichen Alpenbogens (vgl. Geologische Großeinheiten der Alpen).

## Entstehung
Die Schollen verschoben sich entlang dieser Störungslinie sowohl horizontal als auch vertikal. So sind die ostalpinen Decken gegenüber dem Südalpin an manchen Stellen um mehrere Kilometer angehoben worden, womit nördlich das Kristallin an die Oberfläche kam, während südlich der Linie Sedimentite vorherrschen, die von den tektonischen Ereignissen und Metamorphosen weitgehend unberührt blieben, welche die Ost- und Westalpen gegen Ende des Erdmittelalters (vor ca. 100 Mio. Jahren) erfassten. Es wird angenommen, dass sich die Südalpen gegenüber dem ursprünglichen Entstehungsraum um etwa 50 bis 100 km nach Westen verschoben haben.

## Beschaffenheit
Die Periadriatische Naht ist ein altes Lineament, das es schon lange vor der alpidischen Gebirgsbildung gab. Indizien dafür sind u. a. variszische Gesteinskörper, Sedimentkeile der Permotrias und emporgedrungene Tiefengesteine (Granit, Tonalit), die in der Geologie als Periadriatika oder periadriatische Intrusiva bezeichnet werden. In ihrem Bereich, vor allem südlich des Tauernfensters, fehlt ein merkliches Stück altalpidischer Erdkruste. Nach Rudolf Oberhauser (1980) ist hier auch die verschwundene Wurzelzone der Nördlichen Kalkalpen zu lokalisieren.

## Verlauf
Große Längstäler zeigen morphologisch auf langen Abschnitten den Verlauf des Periadriatischen Lineaments an. Es taucht nordwestlich von Turin als Insubrische Linie unter den jungen tertiären und quartären Ablagerungen der Poebene auf und zieht knapp nördlich der oberitalienischen Seen in das Veltlin hinein. Von Sondrio ab setzt es sich als Tonale-Linie über den Aprica-Pass und über das obere Camonica-Tal zum Tonalepass hin fort und weiter bis Dimaro im Sulztal (Val di Sole). Bei Dimaro stößt es im spitzen Winkel auf die Judikarien-Linie, die vom Idrosee geradlinig über Madonna di Campiglio hereinzieht. Die Hauptstörungslinie läuft weiter über Malé und Proveis und dann über das Hofmahdjoch und durch das Marauner Tal ins äußere Ultental in Richtung Meran. Dort folgt es dem Naiftal ins obere Penser Tal und quert das Penser Joch nach Mauls.
Von dort folgt es als Pustertal-Linie dem markanten Längstal, das die Kalkgesteine der Dolomiten von den nördlich angrenzenden alten Kristallingesteinen und tertiären Tonaliten der Ostalpen trennt. Es begrenzt den Brixner Granit im Norden und verläuft über die Ortschaft Vals zum Stollbergsattel nach Terenten und Kiens, bis dann der Brixner Granit etwa 2 km östlich von Kiens untertaucht. Über Bruneck zieht die Störung an der Nordseite des Haupttales bis ins Drautal bei Sillian. Dort beginnt ihr Gailtal-Linie genannter Abschnitt, dem sich die Karawanken-Linie anschließt, die den Gebirgszug in Nord- und Südkarawanken teilt und sich bis zum Ostalpenrand bzw. zum Bachergebirge weiter verfolgen lässt. Östlich davon taucht sie schließlich unter den tertiären und quartären Ablagerungen des Pannonischen Beckens ab und endet. Zuvor zweigt von ihr unweit des Dreiländerecks Österreich-Italien-Slowenien die Save-Linie nach Südosten und Süden ab.
Übersicht:
- Biella – Insubrische Linie – Veltlin
- Tonale-Linie (Valcamonica – Tonalepass – Val di Sole)
- nördliche Judikarien-Linie
- Meran
- Gail-Pustertallinie (Bruneck – Pustertal – Gailtal)
- Drau-Linie (Rosental – Karawanken)